# L'Alqueria (Montanejos)
L'Alqueria de Montanejos, també dita l'Alqueria d'Avall (en oposició a Montanejos que era anomenada l'Alqueria de Dalt) o l'Alqueria Baixa, és una localitat integrada al terme municipal de Montanejos, a la comarca de l'Alt Millars. Està separada del cap de municipi, únicament, per un quilòmetre.
D'origen islàmic, va ser població de moriscos fins a la seua expulsió. L'any 2014 hi vivien 41 persones.
Hi destaca l'ermita de la Mare de Déu dels Desemparats, dels segles XVII-XVIII, així com les restes del proper castell de l'Alqueria.
Cada any, el lloc celebra les seues festivitats a la segona quinzena del mes d'agost.